# Gratons
Els gratons o grattons són una preparació a base de retalls de carn magra de porc i de trossos de greix rostits, com uns llardons de grans dimensions. Són una preparació tradicional occitana -tot i que actualment també es fan a Lió en especial d'Alvèrnia i zones pròximes, Ardecha, a l'est, i algunes zones del Llemosí i de l'actual Aquitània. De poc ençà se'n fan també amb oca i ànec. Actualment es poden trobar a altres indrets del territori francès.
De la mateixa manera que a Catalunya es fan coques amb llardons, a Occitània els gratons s'utilitzen també per a fer pastissos i fogassas (una mena de coques). A més, es mengen en truites, en amanides de mesclum o poden ser part de diverses farces. A Lió es mengen com a aperitiu, per exemple amb llonganissa.
A Bordeu (Occitània), els gratons poden ser, a més, una altra preparació, feta amb ànec confitat i el seu greix, que habitualment es menja amb pa (torradetes) i ostres crues.